# Кастель-Сан-П'єтро-Терме
Кастель-Сан-П'єтро-Терме (італ. Castel San Pietro Terme) — муніципалітет в Італії, у регіоні Емілія-Романья, метрополійне місто Болонья.
Кастель-Сан-П'єтро-Терме розташований на відстані близько 290 км на північ від Рима, 22 км на південний схід від Болоньї.
Населення — 20 821 особа (2014).
Щорічний фестиваль відбувається 7 жовтня. Покровитель — Madonna del Rosario.

## Демографія
Населення за роками:

Станом на 1 січня 2023 року в муніципалітеті офіційно проживало 1928 іноземців з 83 країн, серед них 517 громадян країн Євросоюзу та 142 громадяни України.

## Персоналії
- Луїза Феріда (1914—1945) — італійська акторка.

## Уродженці
- Юссеф Малех (*1998) — марокканський футболіст, півзахисник.

## Сусідні муніципалітети
- Казальфьюманезе
- Кастель-Гуельфо-ді-Болонья
- Доцца
- Медічина
- Монтеренціо
- Оццано-делл'Емілія

## Міста-побратими
- Опатія, Хорватія
- Ловран, Хорватія
- Матулі, Хорватія
- Мощеницька Драга, Хорватія
- Бад-Зальцшлірф, Німеччина